# Endingerturm

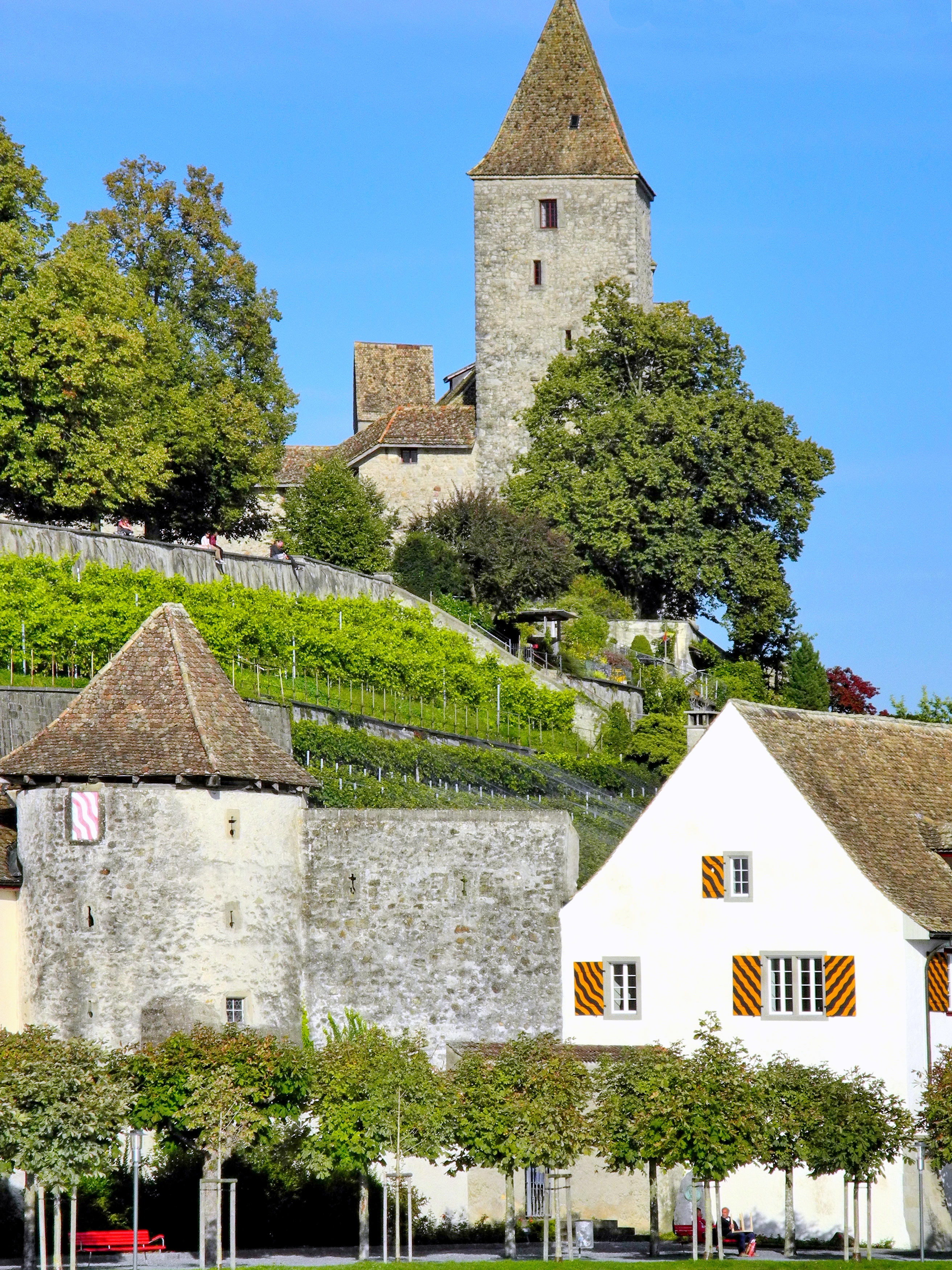
Ansicht vom Dampfschiff Stadt Rapperswil auf den Endigerturm und das Einsiedlerhaus, im Hintergrund der Gügeliturm des Schlosses

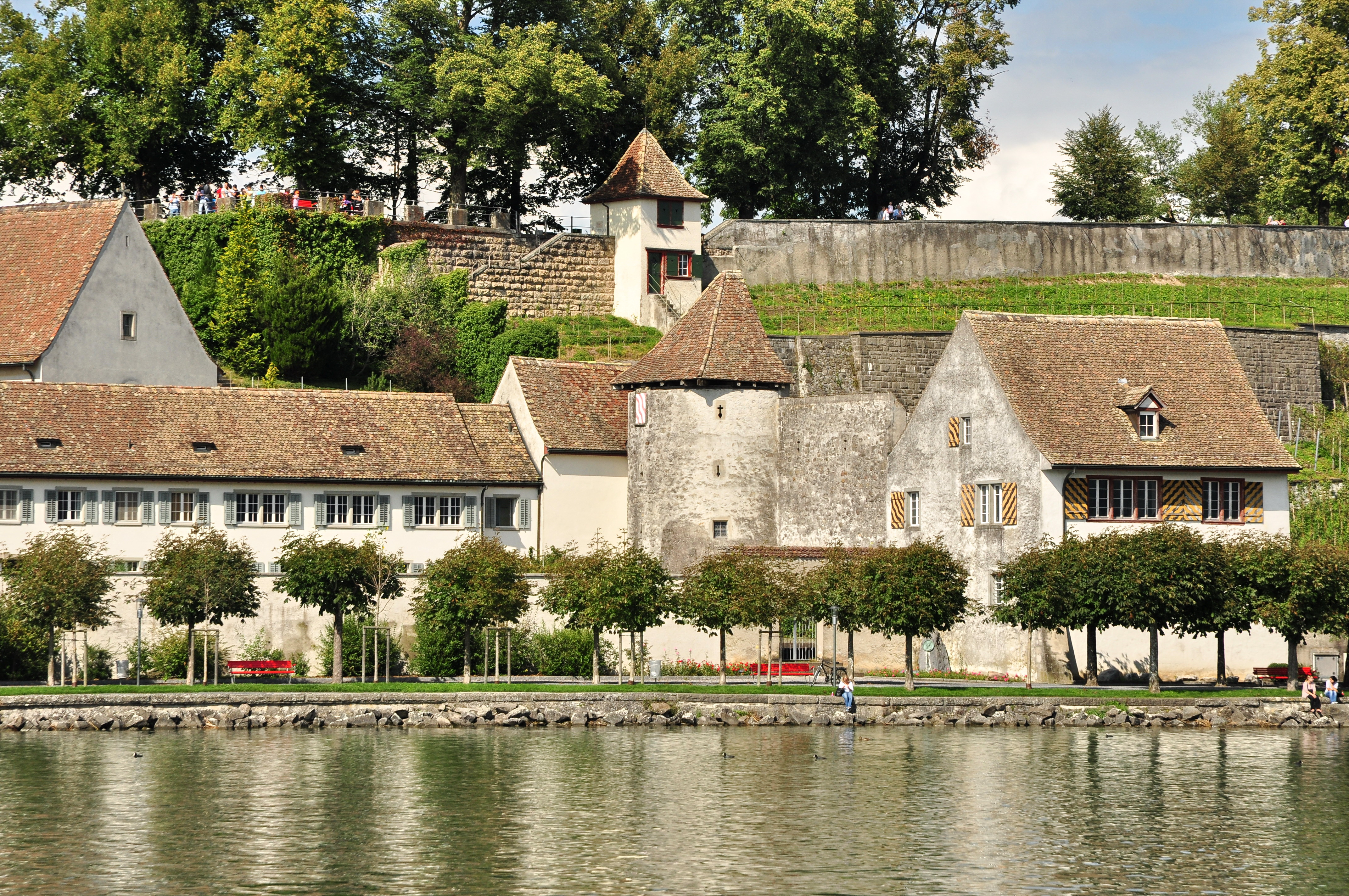
Südwestliche Stadtbefestigung mit dem Kapuzinerkloster, im Hintergrund der Lindenhof

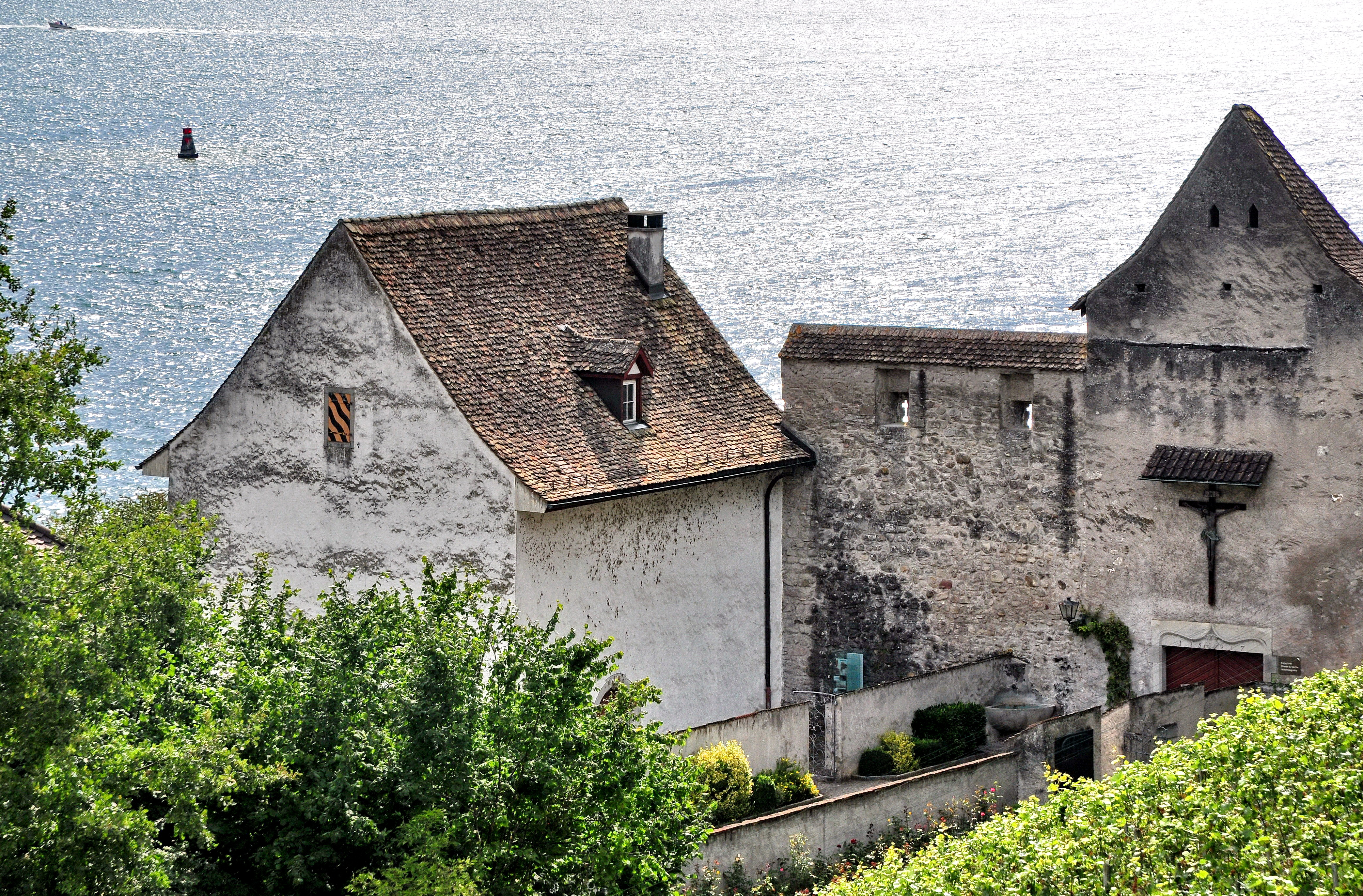
Ansicht vom Schlosshügel auf Einsiedlerhaus, Stadtmauer und Endingerturm, im Vordergrund der kleine Rosengarten

Der Endingerturm ist einer der vier erhaltenen Türme der mittelalterlichen Stadtbefestigung von Rapperswil, einem Ortsteil der Schweizer Gemeinde Rapperswil-Jona im Kanton St. Gallen.

## Lage
Der Endingerturm war ein Bollwerk der mittelalterlichen Stadtmauer von Rapperswil, am südwestlichen Ende der Altstadt. Bis zur Erstellung des Kapuzinerklosters bildete er zusammen mit dem Einsiedlerhaus das stärkste Bollwerk beim inneren Hafen, dem heutigen Fischmarktplatz, flankiert von einem kleinen durch Palisaden geschützten kleinen Turm am Endingerhorn.

## Baugeschichte
Die Baugeschichte des Schalenturms im Süden des Schlosshügels ist weitgehend ist ungeklärt. Entstanden sein könnte das dreigeschossige Gebäude mit seinen markanten Schiessscharten bereits in der zweiten Hälfte des 13. Jahrhunderts mit dem Abschluss der durch Graf Rudolf III. von Rapperswil abgeschlossenen Stadtbefestigung des einstigen Fischerdorfs Endingen. Die südliche Stadtmauer dürfte sich in der ersten Phase bis zum Hauptplatz beziehungsweise zum Rathaus erstreckt haben. Der Festungsabschnitt mit dem angegliederten halbrunden Endingerturm bildete bis 1597 den westlichen Abschluss der seeseitigen Befestigung, welche mit dem Bau des Kapuzinerklosters und der Bastion beim Endingerhorn ihren Abschluss fand. Bereits 1597 dürfte ein Durchbruch – das heutige Endingertor – zum Endingerhorn erfolgt sein. Ob der Halbturm ursprünglich auf der stadtwärts zugewandten Seite offen oder geschlossen erbaut wurde, ist ungeklärt.
Seit der Schleifung der Stadtbefestigung ist das gut erhaltene Bollwerk mit seinem halbrunden Spitzdach ungenutzt und bildet einen Teil der Ummauerung des kleinen Rosengartens beim Einsiedlerhaus. Bis zur Erstellung der Bühler-Allee zwischen Einsiedlerhaus und dem Haldenturm bei der Giessi-Wiese lag das Bauwerk am Seeufer. Heute ist dieser Abschnitt mit dem Überrest der mittelalterlichen, etwa sechs Meter breiten und zehn Meter hohen Stadtmauer zusammen mit dem Endingerhorn der historisch bedeutendste Rest der einstigen Stadtbefestigung im Westen der Stadt.

## Brunnen
Ein erster Brunnen beim Endingerplatz wurde 1814 errichtet, 1864 ist die jetzige Anlage entstanden. Das massive rechteckige Wannenbecken aus einem Kalksteinmonolith mit dem gedrungenen Brunnenpfeiler ist an die Gartenmauer des Einsiedlerhauses angelehnt. Der 1872 in der Marktgasse erstellte Biedermeier-Brunnen, wurde mit dem Bau der Bühler-Allee an das Endingertor verlegt und 1949 durch einen halbrunden Schalenbrunnen beim Tordurchbruch ersetzt.